# Маріу Сержіу
Ма́ріу Се́ржіу Ле́ал Ноге́йра (порт. Mário Sérgio Leal Nogueira), відоміший як Маріу Сержіу (порт. Mário Sérgio; нар. 28 липня 1981, Паредеш, Португалія) — португальський футболіст, захисник кіпрського клубу «Аполлон».

## Клубна кар'єра
Розпочав професійні футбольні виступи 2000 року у клубі вищого дивізіону чемпіонату Португалії «Пасуш-ді-Феррейра».
2003 року перейшов до ліссабонського «Спортінга», у складі якого виступав до 2005 року, проте основним гравцем так і не став, тому сезон 2005—06 провів в оренді у клубі «Віторія» (Гімарайнш), після чого влітку 2006 року отримав статус вільного агента. Протягом 2006—2008 років захищав кольори клубу «Навал» з Фігейра-да-Фож, де став основним гравцем.
Провівши два сезони у «Навалі», покинув Португалію, уклавши контракт з представником української Прем'єр-ліги донецьким «Металургом». У складі донецької команди дебютував 19 липня 2008 року у грі проти львівських «Карпат» (перемога 1:0). 11 грудня 2011 року зіграв свій сотий матч в чемпіонатах України за «Металург», ставши першим легіонером клубу, що подолав цей рубіж. Всього за донецьку команду відіграв чотири сезони як основний правий захисник, допомігши команді за цей час двічі (у 2010 і 2012 роках) вийти до фіналу кубка України, в одному з яких він відзначився голом. В активі Маріо Сержіо 104 матчі в елітному дивізіоні, в яких він забив 4 голи. У Кубку України Маріо зіграв 10 ігор, забивши 3 м'ячі, а у розіграші Ліги Європи — 6 матчів, 1 гол.
15 травня 2012 року підписав дворічний контракт з кіпрським АПОЕЛом.

## Виступи за збірні
Протягом 2003—2004 років викликався до Молодіжної збірної Португалії, брав участь у молодіжному чемпіонаті світу 2004 року, на якому здобув разом зі збірною бронзові медалі, а також у футбольному турнірі на Олімпійських іграх 2004.

## Досягнення
- Чемпіон Кіпру (4):

АПОЕЛ: 2012-13, 2013-14, 2014-15, 2015-16
- Володар Кубка Кіпру (3):

АПОЕЛ: 2013-14, 2014-15
«Аполлон»: 2016-17
- Володар Суперкубка Кіпру (1):

АПОЕЛ: 2013